# فریدریش ابرت جونیور
فریدریش ابرت جونیور (آلمانی: Fredrich Ebert Junior؛ ۱۲ سپتامبر ۱۸۹۴ – ۴ دسامبر ۱۹۷۹) یک سیاست‌مدار اهل جمهوری دمکراتیک آلمان بود.